# کورتیس اکسل
کورتیس(جوزف) اکسل (به انگلیسی: Curtis Axel) "جو" هِنیگ متولد ۱ اکتبر ۱۹۷۹، کشتی گیر حرفه‌ای آمریکایی است. در ۲۰۱۰ با دابلیو دابلیو ای قرارداد بست و با نام مایکل مک گیلیکاتی وارد رینگ شد؛ او از می ۲۰۱۳ با نام کورتیس اکسل به عنوان پاول هیمن گای جدید وارد دبلیودبلیوئی شد و همان موقع دو مسابقه مهم مقابل سربرال اساسین دِ گِیم تریپل اچ و دبلیودبلیوئی چمپیون سابق یعنی جان سینا داد که هر دو را بُرد. سپس در پی پر ویو "پی بک" ۲۰۱۳ در مسابقه تریپل ترت در حالیکه د میز در حال سابمیت کردن وید بّرِت بود، اکسل خود را روی برت قرار داد و او را پین کرد و قهرمان کمربند بین‌قاره‌ای شد. او قبل تر در ان اکس تی فعالیت داشت. او نوهٔ لَری "دِ اَکس" هنیگ و پسر "مستر پرفکت" کورتیس هنیگ است. کورتیس اکسل و همسرش در سال ۲۰۰۹ صاحب پسری به نام براک شدند.

## افتخارات
فلوریدا چمپیون شیپ رستلینگ ۱بار
پرو رسلینگ ایلوستریتد۱بار
دبلیو دبلیو ای تگ تیم چمپیون( ۱ بار با دیوید اوتانگا)
اینتر کانتیننتال چمپیون ۱بار
راو تگ تیم چمپیون (۱باربابودالاس‌تحت‌عنوان‌گروه‌تیم‌بی)